# Departamento de Cundinamarca
Koordinaten: 5° 0′ N, 74° 12′ W
Das Departamento de Cundinamarca ist ein Departamento im Zentrum Kolumbiens. Es umschließt fast vollständig das Hauptstadtgebiet Bogotá, Distrito Capital. An Cundinamarca grenzen im Nordosten das Departamento Boyacá, im Süden Meta und Huila und im Westen Tolima und Caldas.

## Überblick
Hauptsächlich werden Kartoffeln, Zwiebeln, Kaffee und Zuckerrohr angebaut. Cundinamarca ist ebenso ein wichtiger Produzent von Milch. Die Region ist reich an Bodenschätzen. Es gibt Kohle-, Eisen-, Salz-, Kalkstein-, Smaragd- und Quarzvorkommen.
Cundinamarca ist das industrielle Herz Kolumbiens. Hier liegen Fabriken der Lebensmittel- und Getränkeindustrie, der Textilverarbeitung, des Maschinen- und Ausrüstungsbaues, der chemischen und erdölverarbeitenden Industrie, der Metallverarbeitung und der Papierherstellung.
Cundinamarca war vor Eroberung durch die Spanier das Zentrum der Chibcha, die ein bedeutendes Reich zwischen den Inka und den mittelamerikanischen Kulturen errichtet hatten. In den hochgelegenen Seen Cundinamarcas opferten ihre Könige, die ganz mit Goldstaub überzogenen waren, den Göttern Gold und Smaragde und es entstand die Sage von Eldorado ('der Vergoldete').
Cundinamarca ist das „Land des Kondors“ und liegt in den Bergen der Andenkordilleren.
Der heutige Name ist eine Deformation des Chibcha kuntur marqa. Als die spanischen Eroberer in dem Gebiet ankamen und die beiden Worte hörten, interpretierten sie die als Cundirumarca was schließlich als Cundinamarca bekannt wurde, das auf Spanisch die Grafschaft oder Provinz des Kondors bedeuten würde.
Sehenswert ist die Salzkathedrale in Zipaquirá.

## Geographie
Das Departamento Cundinamarca umschließt die kolumbianische Hauptstadt Bogotá und umfasst das gesamte Gebiet der Sabana de Bogotá, einer etwa 2600 m hoch gelegenen Hochebene. Die östliche Grenze zum Departamento Meta verläuft etwa auf dem Hauptkamm der Ostkordillere, die West- und Südgrenze entlang der Flüsse Sumapaz und Magdalena. Die höchsten Berge überschreiten deutlich die 3000-m-Grenze.
Das Klima schwankt aufgrund der großen Höhenunterschiede (Bogotá ca. 2600 m, Girardot ca. 200 m), ist jedoch insgesamt aufgrund der Westexposition der Gebirgshänge im Allgemeinen niederschlagsreich.

## Geschichte
Die Region der Sabana de Bogotá war bis zur Ankunft der Spanier das Gebiet der Muisca-Hochkultur, die seit etwa 1100 n. Chr. das Gebiet um das heutige Bogotá bewohnte. Am westlichen Abhang der Ostkordillere lebten Vertreter der Panche-Kultur. Die Muisca sind insbesondere bekannt durch die Legende von El Dorado.
Die europäische Besiedlung beginnt mit dem Zusammentreffen von Nikolaus Federmann und Gonzalo Jiménez de Quesada auf der Hochebene von Bogotá und der gemeinsamen Gründung der gleichnamigen Ansiedlung im Jahr 1538. Danach konzentrierte sich die Besiedlung zunächst auf den westlichen Teil von Cundinamarca, da der Río Magdalena als Verkehrsweg zum Meer und damit nach Europa große Bedeutung gewann. So entstanden bereits im 16. Jahrhundert z. B. die Städte Tocaima und Anolaima als Stationen auf dem beschwerlichen Weg vom Ufer des Magdalena hinauf nach Bogotá.

## Administrative Unterteilung
Die 116 Gemeinden Cundinamarcas stehen in der Liste der Municipios im Departamento de Cundinamarca.